# Il fotografo di Mauthausen
Il fotografo di Mauthausen (El fotografo de Mauthausen) è un film spagnolo del 2018 diretto da Mar Targarona e interpretato da Mario Casas, Macarena Gómez e Alain Hernández. Il film racconta la storia del fotografo Francesc Boix durante la sua vita nel complesso del campo di concentramento di Mauthausen-Gusen. Mario Casas ha perso 12 chili di peso per recitare la parte.

## Trama
Francisco Boix è un internato nel campo di concentramento di Mauthausen. Egli, grazie al suo lavoro/hobby, ovvero la fotografia, riesce ad evitare le torture del campo e a documentare tutto ciò che succede al suo interno. 
Grazie all'aiuto dei suoi compagni e complici, e grazie alle sue fotografie e ai suoi negativi, Francois riesce a portare fuori dal campo la verità che i nazisti nascondevano: le torture, la morte, il dolore e la sofferenza provate dai detenuti.
Egli documenta le uccisioni, gli esperimenti eseguiti sulle persone con disabilità, la prostituzione all'interno del campo, lo sfruttamento e altre torture.
Dopo la sconfitta dei tedeschi, e la liberazione di tutti i campi di concentramento, il mondo verrà a conoscenza della verità grazie al sacrificio, alla complicità e al duro lavoro svolto da alcune delle persone internate.